# Der goldene Klub
Der goldene Klub ist ein deutsches Stummfilmdrama aus dem Jahre 1919 mit Mady Christians in der Hauptrolle.

## Handlung
Die attraktive Marga von Olsberg ist an den jungen Paul von Büchten vergeben. Dies kann und will Baron von Göhl nicht akzeptieren, da er selbst ein Auge auf Marga geworfen hat. Er unternimmt alles, um die beiden Verlobten wieder auseinanderzubringen und entwirft aus diesem Grunde einen perfiden Plan: Er lockt sowohl Marga als auch Paul auf die kleine Lindeninsel, die dank einer Spiel- und Lasterhölle als Hort der Unmoral und der ethischen Verdammnis gilt. Das Sagen hier hat der von amoralischen, nihilistischen Existenzen – Verführer und Voyeure allenthalben – geführte, so genannte „Goldene Klub“.
An diesem Ort will Göhl durch die beiden Liebenden entzweien, indem er sie beide der jeweiligen Untreue überführt. Tatsächlich gelingt es dem Baron, seinen Widersacher Paul in eine verfängliche Situation zu locken. Als Göhl für seine Tat von Marga mit Nachdruck auch noch einen Liebeslohn einfordert, sticht sie den aufdringlichen Wüstling nieder. Traumatisiert, sinkt Marga daraufhin bewusstlos zu Boden. Als man sie fortbringt, hat die junge Adelige infolge medikamentöser Behandlung ihr Gedächtnis verloren. Durch das Eingreifen ihres Verlobten kehrt jedoch Margas Erinnerung zurück, und dem goldenen Klub wird das Handwerk gelegt. Nun können Marga und Paul endlich in Frieden ihre gemeinsame Zukunft planen.

## Produktionsnotizen
Der goldene Klub entstand wohl im Spätfrühling 1919 und wurde im Juli desselben Jahres im Lichtspiel-Palast Unter den Linden uraufgeführt. Der Vierakter besaß bei seiner Premiere eine Länge von 1404 Meter, wurde nach der Neuzensurierung am 18. Mai 1921 mit Jugendverbot belegt und auf 1260 Meter gekürzt.

## Kritik
In Wiens Neue Kino-Rundschau heißt es: „Hier ist die Handlung auf die weibliche Hauptrolle gestellt, die von Mady Christians in formvollendeter und dabei ganz eigenartiger Weise dargestellt wird. Die Geschehnisse fließen im Konversationsstil mit hochdramatischer Steigerung ineinander, ein ganz besonderes Filmwerk bildend.“